# ウォールアイ皮膚肉腫ウイルス
ウォールアイ皮膚肉腫ウイルス（Walleye dermal sarcoma virus（WDSV））は、ウォールアイ（Sander vitreus）に感染し、しばしば癌化を引き起こすレトロウイルスである。WDSVはオルソレトロウイルス亜科に属する外来性レトロウイルスである。このウイルスは、レトロウイルスに保存されている逆転写酵素をコードする遺伝子の類似性から、いずれもイプシロンレトロウイルス属に属するWalleye epidermal hyperplasia virusの1型および2型（WEHV-1 & WEHV-2）に近縁である。

## 感染
The virus infects soft tissues of the walleye, causing sarcoma neoplasia to form along the body, protruding from between the scales of the boney fish. WDSVとWEHVによる皮膚病変は、いずれも1969年にニューヨーク州オナイダ湖のウォールアイで確認された。これらのウイルスに関連した腫瘍は、秋に現れ、春になると退縮するという季節的なサイクルを持つようである。オナイダ湖のウォールアイの約30％が1シーズンにWDSVに関連した腫瘍を形成する。ウイルスの感染は産卵期の魚同士の接触が疑われている。退縮はウォールアイの免疫活動の増加とともに、春の気温の上昇と相関する。

## ゲノム
WDSVのゲノムは12.71kbで、7つの遺伝子を含んでおり、既知のレトロウイルスの中で最大である。7つの遺伝子のうち、group-specific antigen（gag）、ポリメラーゼ（pol）、エンベロープ（env）の3つはレトロウイルス間で共通であり、残りの4つの遺伝子であるpor、orf-A、orf-B、orf-Cの機能は未解明である[5]。ウイルスの遺伝子は一本鎖RNAである。